# Themira bispinosa
Themira bispinosa är en tvåvingeart som beskrevs av Axel Leonard Melander och Arnold Spuler 1917. Themira bispinosa ingår i släktet Themira och familjen svängflugor.
Artens utbredningsområde är Texas. Inga underarter finns listade i Catalogue of Life.